# Влада закону (серіал)
«Влада закону» (англ. The Chicago Code) — американський телевізійний серіал у жанрі кримінальної драми, транслювався з 7 лютого по 23 травня 2011 року на телеканалі «Fox», показ було скасовано після першого сезону. Автором серіалу є Шон Райан, також відомий по серіалу «Щит».
В Україні серіал транслювався у серпні 2013 року на телеканалі «1+1».

## Сюжет
Головними героями серіалу є офіцери поліцейського департаменту Чикаго, які борються зі злочинністю на вулицях міста та намагаються перешкодити корупції у верхівці влади. Новий голова поліції й перша жінка на посту інтенданта міста, Тереса Колвін, стає противником олдермена Гіббосона, який таємно співпрацює з ірландською мафією. Розуміючи, що у даній боротьбі вона може розраховувати лише на перевірених осіб, Колвін доручає розслідування напарнику у минулому і досвідченому детективу Джереку Високого, який має досить скрутну вдачу. Йому допопмагає його новий напарник Калеб Еверс та офіцер Кріс Кольер, який працює під прикриттям у ірландській мафії під ім'ям Лайама Хеннесі.

## Персоналії
- Джерек Висоцкі (Джейсон Кларк) — досвідчений детектив із відділу по розслідуванню вбивств, який за скрутного характеру та дещо високих вимог досить важко знаходить собі напарника. Раніше напарницею Висоцкі була Тереса Колвін, з якою вони зберегли дружні стосунки. Джерек розлучений, проте таємно зще зустрічається з минулою жінкою, хоча й має 27-річну наречену.
- Тереса Колвін (Дженніфер Білз) — перша жінка на посту голови поліції Чикаго. Вона поклала на себе місію очистити місто від корумпованих чиновників.
- Калеб Еверс (Мет Лоріа) — молодий та талановитий детектив, призначений напарником Висоцкі.
- Вонда Висоцкі (Девин Келлі) — небіж Джерека, нещодавно закінчила поліцейську академію та працює патрульним офіцером.
- Айзек Джойнер (Тодд Уільямс) — напарник Вонди, молодій і амбіційний офіцер.
- Кріс Кольєр (Біллі Лаш) — офіцер поліції, працюючий під прикриттям у рядах ірландської мафії під іменем Лайама Хеннессі.
- Ронін Гібсон (Делрой Ліндо) — впливовий член міської ради Чикаго, таємно співпрацюючий з ірландською мафією.